# Eleições regionais na Catalunha em 2012
As eleições regionais na Catalunha de 2012 foram realizadas a 25 de Novembro e, serviram para eleger os 135 deputados ao Parlamento Regional. 
Estas eleições regionais foram antecipadas por causa das mobilizações independentistas, com especial destaque, para as manifestações a 11 de Setembro de 2012, que juntaram milhares de pessoas, reivindicando a independência da Catalunha e, por outro lado, pela recusa do governo espanhol, liderado por Mariano Rajoy, em conceder maior autonomia fiscal à Catalunha.
Num clima de grande mobilização eleitoral, que fez com que estas eleições fossem as mais participadas, até então, com 67,8% de participação, a Convergência e União voltou a ser o partido mais votado, com 30,7% dos votos e 50 deputados. Apesar da vitória, CiU caiu, cerca de, 8% nos votos e perdeu 12 deputados, o que, implica um falhanço na estratégia dos convergentes em obter a maioria absoluta, para prosseguir com o referendo para a independência catalã.
O Partido dos Socialistas da Catalunha foi outros dos grandes derrotados, ao continuar o seu declínio eleitoral, obtendo o seu pior resultado regional, ao conquistar, apenas, 14,4% dos votos e 20 deputados.
A Esquerda Republicana da Catalunha, por sua vez, foi uma das grandes vencedoras das eleições, visto que, com a mobilização pela independência catalão, foi capaz de ganhar imensos votos, ficando com 13,7% dos votos e, pela primeira vez na sua história, ser o segundo partido com mais deputados, ao ficar com 21 lugares.
O Partido Popular continuou o seu progresso eleitoral, ao obter o seu melhor resultado de sempre, com 13,0% dos votos e 19 deputados, beneficiando com a mobilização anti-independentista.
A Iniciativa pela Catalunha Verdes-Esquerda Unida e Alternativa, também beneficiou da mobilização eleitoral, subindo para os 9,9% dos votos e 13 deputados.
O Cidadãos - Partido da Cidadania, foi outro dos grandes vencedores das eleições, ao triplicar o número de deputados, passando de 3 para 9 lugares, e, passando de 3,4% para 7,6% dos votos.
Por fim, destacar a entrada no parlamento regional do partido de extrema-esquerda, a Candidatura de Unidade Popular, ao conquistar 3 lugares.
Após as eleições, a Convergência e União, liderada por Artur Mas, continuou a liderar o governo regional, graças a um pacto assinado com a Esquerda Republicana da Catalunha.

## Resultados Oficiais
| Partido                 | Partido                                               | Votos     | %               | +/-    | Deputados | +/-     |
| ----------------------- | ----------------------------------------------------- | --------- | --------------- | ------ | --------- | ------- |
|                         | Convergência e União                                  | 1 116 259 | 30,71 / 100,00  | 7,72   | 50 / 135  | 12      |
|                         | Partido dos Socialistas da Catalunha                  | 524 707   | 14,43 / 100,00  | 3,95   | 20 / 135  | 8       |
|                         | Esquerda Republicana da Catalunha                     | 498 124   | 13,70 / 100,00  | 6,70   | 21 / 135  | 11      |
|                         | Partido Popular                                       | 471 681   | 12,98 / 100,00  | 0,61   | 19 / 135  | 1       |
|                         | Iniciativa pela Catalunha Verdes-Esquerda Alternativa | 359 705   | 9,90 / 100,00   | 2,53   | 13 / 135  | 3       |
|                         | Cidadãos - Partido da Cidadania                       | 275 007   | 7,57 / 100,00   | 4,18   | 9 / 135   | 6       |
|                         | Candidatura de Unidade Popular                        | 126 435   | 3,48 / 100,00   | Novo   | 3 / 135   | Novo    |
|                         | Plataforma pela Catalunha                             | 60 107    | 1,65 / 100,00   | 0,75   | 0 / 135   | Estável |
|                         | Solidariedade Catalã pela Independência               | 46 838    | 1,29 / 100,00   | 2,00   | 0 / 135   | 4       |
|                         | Outros                                                | 103 409   | 2,83 / 100,00   |        | 0 / 135   |         |
| Votos Inválidos         | Votos Inválidos                                       | 86 038    | 2,36 / 100,00   | 1,28   |           |         |
| Total                   | Total                                                 | 3 668 310 | 100,00 / 100,00 |        | 135 / 135 |         |
| Eleitorado/Participação | Eleitorado/Participação                               | 5 413 868 | 67,76 / 100,00  | 8,98   |           |         |
| Total                   | Total                                                 | [ 20 ]    | [ 20 ]          | [ 20 ] | [ 20 ]    | [ 20 ]  |

## Resultados por Províncias
| Província | %     | D   | %     | D   | %     | D   | %     | D  | %      | D      | %    | D   | %    | D   | D   | Votantes  |
| Província | CiU   | CiU | PSC   | PSC | ERC   | ERC | PP    | PP | ICV-EA | ICV-EA | C's  | C's | CUP  | CUP | D   | Votantes  |
| --------- | ----- | --- | ----- | --- | ----- | --- | ----- | -- | ------ | ------ | ---- | --- | ---- | --- | --- | --------- |
| Barcelona | 28,08 | 26  | 15,40 | 14  | 12,72 | 12  | 13,27 | 12 | 11,14  | 10     | 8,43 | 8   | 3,41 | 3   | 85  | 2 748 482 |
| Girona    | 42,95 | 9   | 10,05 | 2   | 17,78 | 3   | 9,59  | 2  | 5,91   | 1      | 3,58 | -   | 4,20 | -   | 17  | 347 893   |
| Lérida    | 43,05 | 8   | 10,44 | 1   | 17,41 | 3   | 11,29 | 2  | 5,39   | 1      | 3,33 | -   | 3,05 | -   | 15  | 209 143   |
| Tarragona | 31,74 | 7   | 13,58 | 3   | 15,11 | 3   | 14,96 | 3  | 6,85   | 1      | 7,27 | 1   | 3,59 | -   | 18  | 362 792   |
| Catalunha | 30,71 | 50  | 14,43 | 20  | 13,70 | 21  | 12,98 | 19 | 9,90   | 13     | 7,57 | 9   | 3,48 | 3   | 135 | 3 668 310 |

### Barcelona
| Partido                 | Partido                                               | Votos     | %               | +/-  | Deputados | +/-     |
| ----------------------- | ----------------------------------------------------- | --------- | --------------- | ---- | --------- | ------- |
|                         | Convergência e União                                  | 765 330   | 28,08 / 100,00  | 8,72 | 26 / 85   | 9       |
|                         | Partido dos Socialistas da Catalunha                  | 419 779   | 15,40 / 100,00  | 3,79 | 14 / 85   | 4       |
|                         | Partido Popular                                       | 361 656   | 13,27 / 100,00  | 0,40 | 12 / 85   | Estável |
|                         | Esquerda Republicana da Catalunha                     | 346 662   | 12,72 / 100,00  | 6,36 | 12 / 85   | 6       |
|                         | Iniciativa pela Catalunha Verdes-Esquerda Alternativa | 303 625   | 11,14 / 100,00  | 2,88 | 10 / 85   | 2       |
|                         | Cidadãos - Partido da Cidadania                       | 229 746   | 8,43 / 100,00   | 4,59 | 8 / 85    | 5       |
|                         | Candidatura de Unidade Popular                        | 92 794    | 3,41 / 100,00   | Novo | 3 / 85    | Novo    |
|                         | Plataforma pela Catalunha                             | 51 403    | 1,89 / 100,00   | 0,56 | 0 / 85    | Estável |
|                         | Solidariedade Catalã pela Independência               | 32 296    | 1,19 / 100,00   | 1,91 | 0 / 85    | 3       |
|                         | Outros                                                | 83 851    | 3,00 / 100,00   |      | 0 / 85    |         |
| Votos Inválidos         | Votos Inválidos                                       | 61 340    | 2,24 / 100,00   | 1,28 |           |         |
| Total                   | Total                                                 | 2 748 482 | 100,00 / 100,00 |      | 85 / 85   |         |
| Eleitorado/Participação | Eleitorado/Participação                               | 4 041 910 | 68,00 / 100,00  | 9,12 |           |         |

### Girona
| Partido                 | Partido                                               | Votos   | %               | +/-  | Deputados | +/-     |
| ----------------------- | ----------------------------------------------------- | ------- | --------------- | ---- | --------- | ------- |
|                         | Convergência e União                                  | 148 237 | 42,95 / 100,00  | 2,15 | 9 / 17    | Estável |
|                         | Esquerda Republicana da Catalunha                     | 61 358  | 17,78 / 100,00  | 8,59 | 3 / 17    | 1       |
|                         | Partido dos Socialistas da Catalunha                  | 34 688  | 10,05 / 100,00  | 4,22 | 2 / 17    | 1       |
|                         | Partido Popular                                       | 33 096  | 9,59 / 100,00   | 0,96 | 2 / 17    | 1       |
|                         | Iniciativa pela Catalunha Verdes-Esquerda Alternativa | 20 397  | 5,91 / 100,00   | 1,09 | 1 / 17    | Estável |
|                         | Candidatura de Unidade Popular                        | 14 499  | 4,20 / 100,00   | Novo | 0 / 17    | Novo    |
|                         | Cidadãos - Partido da Cidadania                       | 12 341  | 3,58 / 100,00   | 1,89 | 0 / 17    | Estável |
|                         | Solidariedade Catalã pela Independência               | 6 011   | 1,74 / 100,00   | 3,01 | 0 / 17    | 1       |
|                         | Outros                                                | 10 176  | 2,94 / 100,00   |      | 0 / 17    |         |
| Votos Inválidos         | Votos Inválidos                                       | 7 090   | 2,05 / 100,00   | 1,75 |           |         |
| Total                   | Total                                                 | 347 893 | 100,00 / 100,00 |      | 17 / 17   |         |
| Eleitorado/Participação | Eleitorado/Participação                               | 502 082 | 69,29 / 100,00  | 9,80 |           |         |

### Lérida
| Partido                 | Partido                                               | Votos   | %               | +/-  | Deputados | +/-     |
| ----------------------- | ----------------------------------------------------- | ------- | --------------- | ---- | --------- | ------- |
|                         | Convergência e União                                  | 89 035  | 43,05 / 100,00  | 3,88 | 8 / 15    | 1       |
|                         | Esquerda Republicana da Catalunha                     | 36 011  | 17,41 / 100,00  | 8,26 | 3 / 15    | 2       |
|                         | Partido Popular                                       | 23 338  | 11,29 / 100,00  | 1,07 | 2 / 15    | Estável |
|                         | Partido dos Socialistas da Catalunha                  | 21 598  | 10,44 / 100,00  | 4,36 | 1 / 15    | 2       |
|                         | Iniciativa pela Catalunha Verdes-Esquerda Alternativa | 11 145  | 5,39 / 100,00   | 1,39 | 1 / 15    | 1       |
|                         | Cidadãos - Partido da Cidadania                       | 6 881   | 3,33 / 100,00   | 1,84 | 0 / 15    | Estável |
|                         | Candidatura de Unidade Popular                        | 6 302   | 3,05 / 100,00   | Novo | 0 / 15    | Novo    |
|                         | Solidariedade Catalã pela Independência               | 3 038   | 1,47 / 100,00   | 1,63 | 0 / 15    | Estável |
|                         | Outros                                                | 5 295   | 2,56 / 100,00   |      | 0 / 15    |         |
| Votos Inválidos         | Votos Inválidos                                       | 6 500   | 3,13 / 100,00   | 1,27 |           |         |
| Total                   | Total                                                 | 209 143 | 100,00 / 100,00 |      | 15 / 15   |         |
| Eleitorado/Participação | Eleitorado/Participação                               | 313 174 | 66,78 / 100,00  | 6,91 |           |         |

### Tarragona
| Partido                 | Partido                                               | Votos   | %               | +/-  | Deputados | +/-     |
| ----------------------- | ----------------------------------------------------- | ------- | --------------- | ---- | --------- | ------- |
|                         | Convergência e União                                  | 113 657 | 31,74 / 100,00  | 7,58 | 7 / 18    | 2       |
|                         | Esquerda Republicana da Catalunha                     | 54 093  | 15,11 / 100,00  | 6,60 | 3 / 18    | 2       |
|                         | Partido Popular                                       | 53 591  | 14,96 / 100,00  | 1,59 | 3 / 18    | Estável |
|                         | Partido dos Socialistas da Catalunha                  | 48 642  | 13,58 / 100,00  | 4,65 | 3 / 18    | 1       |
|                         | Cidadãos - Partido da Cidadania                       | 26 039  | 7,27 / 100,00   | 4,54 | 1 / 18    | 1       |
|                         | Iniciativa pela Catalunha Verdes-Esquerda Alternativa | 24 538  | 6,85 / 100,00   | 1,77 | 1 / 18    | Estável |
|                         | Candidatura de Unidade Popular                        | 12 840  | 3,59 / 100,00   | Novo | 0 / 18    | Novo    |
|                         | Solidariedade Catalã pela Independência               | 5 493   | 1,53 / 100,00   | 1,88 | 0 / 18    | Estável |
|                         | Plataforma pela Catalunha                             | 4 103   | 1,15 / 100,00   | 1,44 | 0 / 18    | Estável |
|                         | Outros                                                | 8 688   | 2,42 / 100,00   |      | 0 / 18    |         |
| Votos Inválidos         | Votos Inválidos                                       | 11 108  | 3,08 / 100,00   | 0,57 |           |         |
| Total                   | Total                                                 | 362 792 | 100,00 / 100,00 |      | 18 / 18   |         |
| Eleitorado/Participação | Eleitorado/Participação                               | 556 702 | 65,17 / 100,00  | 8,38 |           |         |

## Resultados por Comarcas
| Comarca           | %    | %    | %    | %    | %       | %    | %   | %   | %   | Votantes  |
| Comarca           | CiU  | PSC  | ERC  | PP   | ICV- EA | C's  | CUP | PxC | SI  | Votantes  |
| ----------------- | ---- | ---- | ---- | ---- | ------- | ---- | --- | --- | --- | --------- |
| Alt Camp          | 39,6 | 10,5 | 18,6 | 9,8  | 5,5     | 4,4  | 4,7 | 0,9 | 2,2 | 22 192    |
| Alt Empordà       | 40,7 | 10,0 | 16,3 | 13,2 | 5,0     | 4,0  | 4,2 | 1,4 | 1,7 | 56 887    |
| Alt Penedès       | 38,4 | 11,3 | 17,4 | 8,5  | 8,2     | 4,0  | 5,7 | 1,6 | 1,7 | 55 145    |
| Alt Urgell        | 47,1 | 9,5  | 16,4 | 9,6  | 6,0     | 2,3  | 4,4 | 0,1 | 1,5 | 10 709    |
| Alta Ribagorça    | 37,6 | 16,3 | 17,6 | 7,9  | 6,7     | 2,9  | 4,3 | 0,3 | 1,0 | 2 010     |
| Anoia             | 34,9 | 13,2 | 15,2 | 11,1 | 7,6     | 5,5  | 3,3 | 3,1 | 1,4 | 59 949    |
| Bages             | 40,2 | 11,6 | 17,7 | 8,3  | 6,9     | 3,9  | 4,3 | 2,2 | 1,8 | 94 882    |
| Baix Camp         | 34,0 | 12,7 | 12,9 | 15,9 | 6,0     | 7,7  | 4,5 | 1,0 | 1,4 | 84 790    |
| Baix Ebre         | 34,4 | 11,7 | 21,8 | 11,2 | 7,4     | 2,6  | 3,3 | 1,5 | 1,8 | 34 875    |
| Baix Empordà      | 42,1 | 11,9 | 17,6 | 9,6  | 6,1     | 3,4  | 3,4 | 1,0 | 1,7 | 60 316    |
| Baix Llobregat    | 19,8 | 20,1 | 10,7 | 14,3 | 13,1    | 10,8 | 2,5 | 2,4 | 0,8 | 398 229   |
| Baix Penedès      | 27,4 | 17,0 | 11,4 | 16,0 | 8,3     | 8,8  | 3,2 | 2,4 | 1,3 | 43 801    |
| Barcelonès        | 25,8 | 15,2 | 11,9 | 15,5 | 12,3    | 8,8  | 3,5 | 1,4 | 1,0 | 1 083 981 |
| Berguedà          | 48,5 | 7,5  | 21,5 | 5,3  | 4,5     | 1,6  | 5,4 | 1,2 | 1,6 | 23 644    |
| Cerdanha          | 51,9 | 6,4  | 15,6 | 10,4 | 4,4     | 3,1  | 2,4 | 0,4 | 2,1 | 9 363     |
| Conca de Barberà  | 44,5 | 6,2  | 26,8 | 5,9  | 5,3     | 2,0  | 3,8 | 0,5 | 2,2 | 11 286    |
| Garraf            | 28,4 | 15,1 | 12,6 | 13,0 | 9,8     | 8,3  | 6,0 | 1,3 | 1,2 | 67 501    |
| Garrigues         | 49,8 | 7,8  | 22,4 | 7,2  | 3,6     | 1,3  | 3,3 | 0,4 | 1,5 | 10 858    |
| Garrotxa          | 52,2 | 6,6  | 20,6 | 5,1  | 4,3     | 1,4  | 4,7 | 1,0 | 1,7 | 29 627    |
| Gironès           | 41,7 | 9,8  | 18,3 | 8,7  | 6,1     | 3,9  | 5,5 | 1,0 | 1,9 | 85 765    |
| Maresme           | 35,6 | 11,8 | 14,2 | 12,4 | 8,7     | 6,7  | 3,2 | 2,2 | 1,4 | 222 012   |
| Montsià           | 33,8 | 13,0 | 21,4 | 12,6 | 5,8     | 2,1  | 3,5 | 1,6 | 1,6 | 30 103    |
| Noguera           | 49,1 | 8,1  | 19,4 | 9,4  | 4,4     | 1,8  | 2,7 | 0,4 | 1,5 | 19 951    |
| Osona             | 50,8 | 5,9  | 21,1 | 5,1  | 4,2     | 2,1  | 3,6 | 2,1 | 3,0 | 83 803    |
| Pallars Jussà     | 49,1 | 9,3  | 20,6 | 6,6  | 4,9     | 1,4  | 3,8 | 0,2 | 1,4 | 7 137     |
| Pallars Sobirà    | 47,7 | 7,6  | 23,0 | 4,9  | 5,3     | 1,5  | 6,4 | 0,1 | 1,1 | 4 001     |
| Pla de l'Estany   | 52,9 | 3,9  | 22,8 | 4,9  | 3,8     | 1,2  | 5,9 | 0,5 | 2,0 | 16 677    |
| Pla d'Urgell      | 50,0 | 7,7  | 19,2 | 8,2  | 4,1     | 2,0  | 2,7 | 0,7 | 1,7 | 18 120    |
| Priorat           | 43,6 | 7,3  | 24,9 | 5,2  | 5,5     | 1,0  | 8,7 | 0,2 | 1,8 | 5 868     |
| Ribera d'Ebre     | 40,3 | 11,0 | 24,0 | 7,9  | 5,7     | 1,7  | 3,0 | 0,6 | 2,4 | 12 124    |
| Ripollès          | 50,0 | 8,2  | 19,0 | 6,2  | 5,2     | 2,0  | 3,6 | 0,9 | 1,6 | 15 575    |
| Segarra           | 48,7 | 6,3  | 19,7 | 9,0  | 4,0     | 2,1  | 3,8 | 0,7 | 2,2 | 10 271    |
| Segrià            | 36,6 | 13,2 | 15,0 | 14,5 | 6,5     | 5,1  | 2,5 | 0,7 | 1,2 | 93 565    |
| Selva             | 38,3 | 12,5 | 16,1 | 11,2 | 7,7     | 4,9  | 3,1 | 0,9 | 1,7 | 74 765    |
| Solsonès          | 48,8 | 5,8  | 24,8 | 6,3  | 3,8     | 1,1  | 4,4 | 0,9 | 1,4 | 7 128     |
| Tarragonès        | 25,3 | 16,0 | 10,8 | 19,0 | 7,8     | 11,6 | 2,7 | 0,8 | 1,3 | 110 005   |
| Terra Alta        | 41,1 | 9,0  | 20,8 | 13,7 | 4,7     | 1,5  | 3,7 | 0,7 | 1,4 | 6 850     |
| Urgell            | 49,4 | 7,1  | 19,1 | 8,6  | 4,3     | 1,5  | 3,8 | 0,6 | 2,3 | 17 877    |
| Vale de Aran      | 31,2 | 19,8 | 6,3  | 21,9 | 5,6     | 5,6  | 1,4 | 0,2 | 0,5 | 4 251     |
| Vallès Occidental | 25,9 | 18,0 | 11,5 | 12,1 | 11,6    | 9,8  | 3,2 | 2,2 | 1,0 | 449 278   |
| Vallès Oriental   | 30,5 | 14,2 | 13,6 | 11,7 | 10,7    | 8,3  | 3,1 | 2,1 | 1,4 | 202 582   |
| Catalunha         | 30,7 | 14,4 | 13,7 | 13,0 | 9,9     | 7,6  | 3,5 | 1,7 | 1,3 | 3 668 310 |